# Cemitério Judaico (Jüchen)

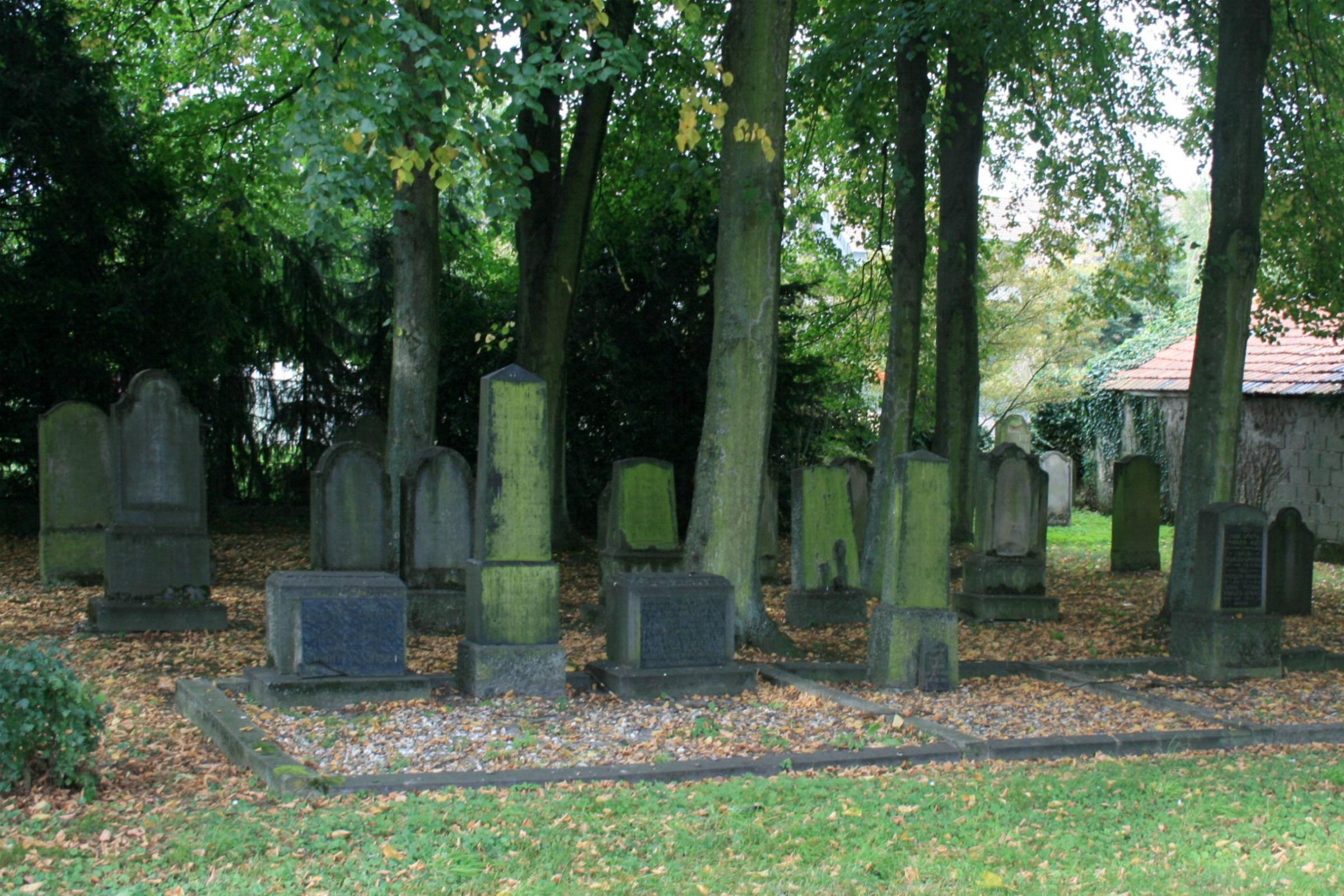
O Cemitério Judaico de Jüchen (2011)

O Cemitério Judaico de Jüchen (em alemão:  Jüdische Friedhof Jüchen) está localizado na cidade de Jüchen no Distrito do Reno de Neuss na Renânia do Norte-Vestfália. Como cemitério judaico é um monumento e está listado como monumento número 108 desde 3 de setembro de 1987 .
Fica na Alleestraße em frente à casa número 19. Existem 55 matzevas no cemitério, que foi ocupado desde o final do século XVII até 1974 e ampliado em 1902. A lápide mais antiga é de 1693.